# Crockett's Theme
Crockett's Theme är en instrumentell låt skriven för NBC-serien Miami Vice. Efternamnet Crockett refererar till Don Johnsons karaktär, James "Sonny" Crockett. Den ursprungliga versionen av temat dök för första gången upp i avsnittet "Calderone's Return Part 1 - The Hit List" som sändes den 19 oktober 1984. Låten är skriven av Jan Hammer.